# Hexateuch
Unter dem Hexateuch (Ἑξάτευχος – zusammengesetzt aus altgriech. ἕξ héx ‚sechs‘ und τεῦχος teũchos ‚Gefäß‘ – also ‚Sechsgefäß‘) versteht man die ersten sechs Bücher des Alten Testaments in der Bibel, also den Pentateuch zusammen mit dem Buch Josua.
Der Begriff soll 1876 von Julius Wellhausen geprägt worden sein, findet sich aber davor schon bei Eberhard Schrader. Der Begriff wurde in Anlehnung an Pentateuch (für die fünf Bücher Mose) gebildet. In der biblischen Exegese sieht die wissenschaftliche Forschung einen literarischen Zusammenhang von dem Buch Genesis bis zum Josua. Jos 24  kann als Erfüllung einer in Gen 50  zu findenden Verpflichtung gelesen werden.